# Toubous

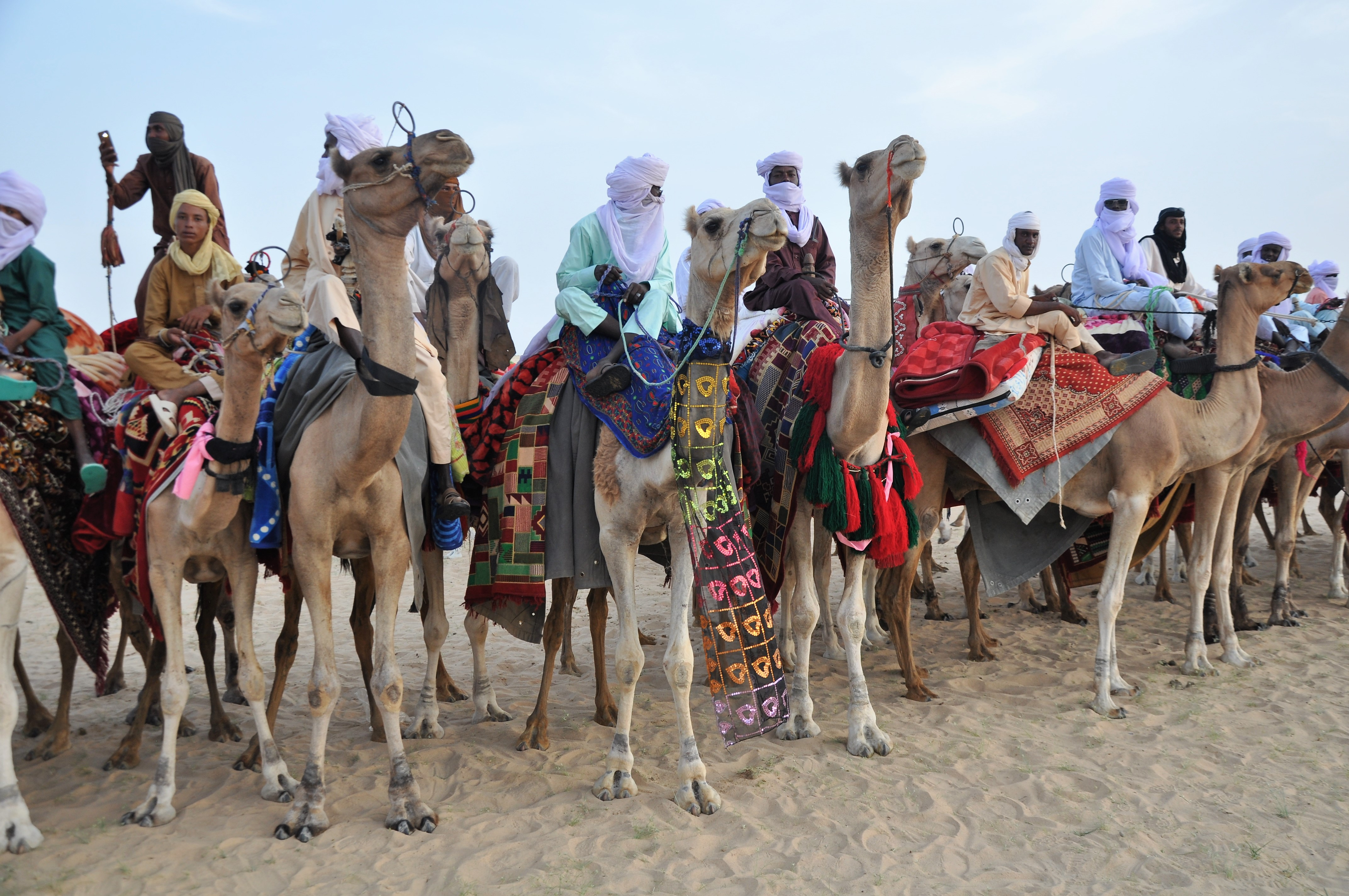
Toubous dans une cérémonie officielle

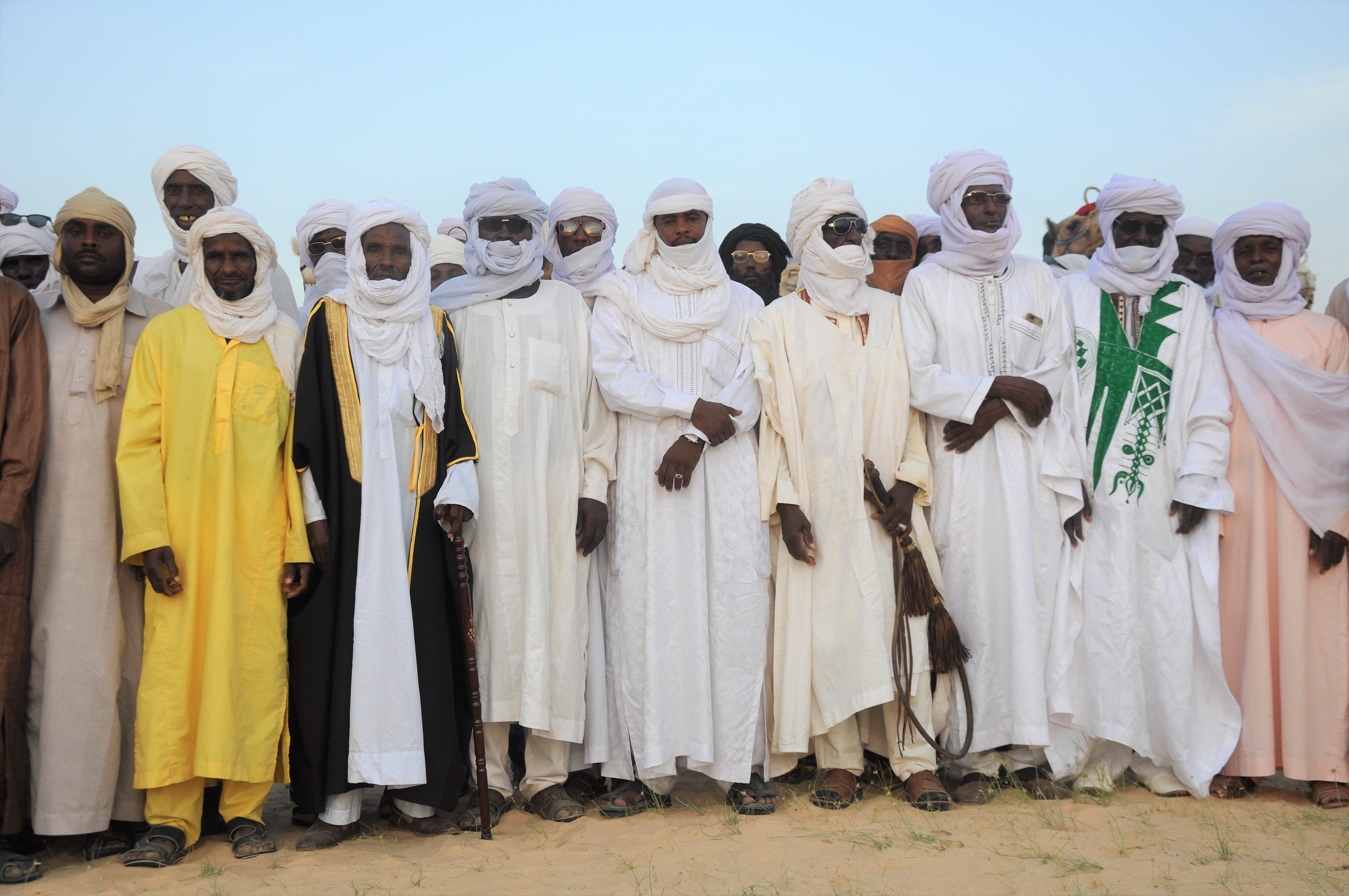
Hommes Toubou

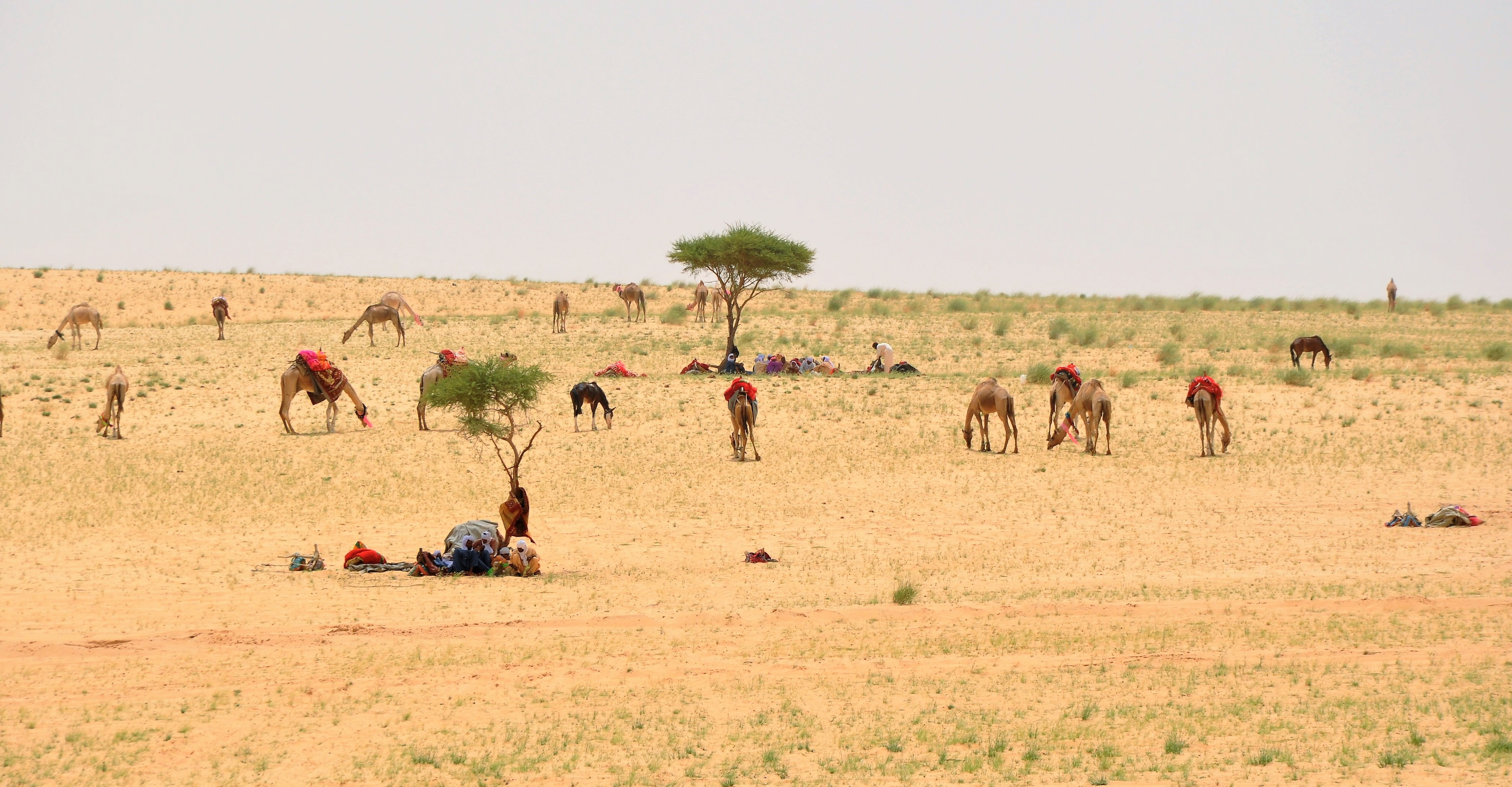
Campement temporaire dans le désert Nigérien vers N'Gourti

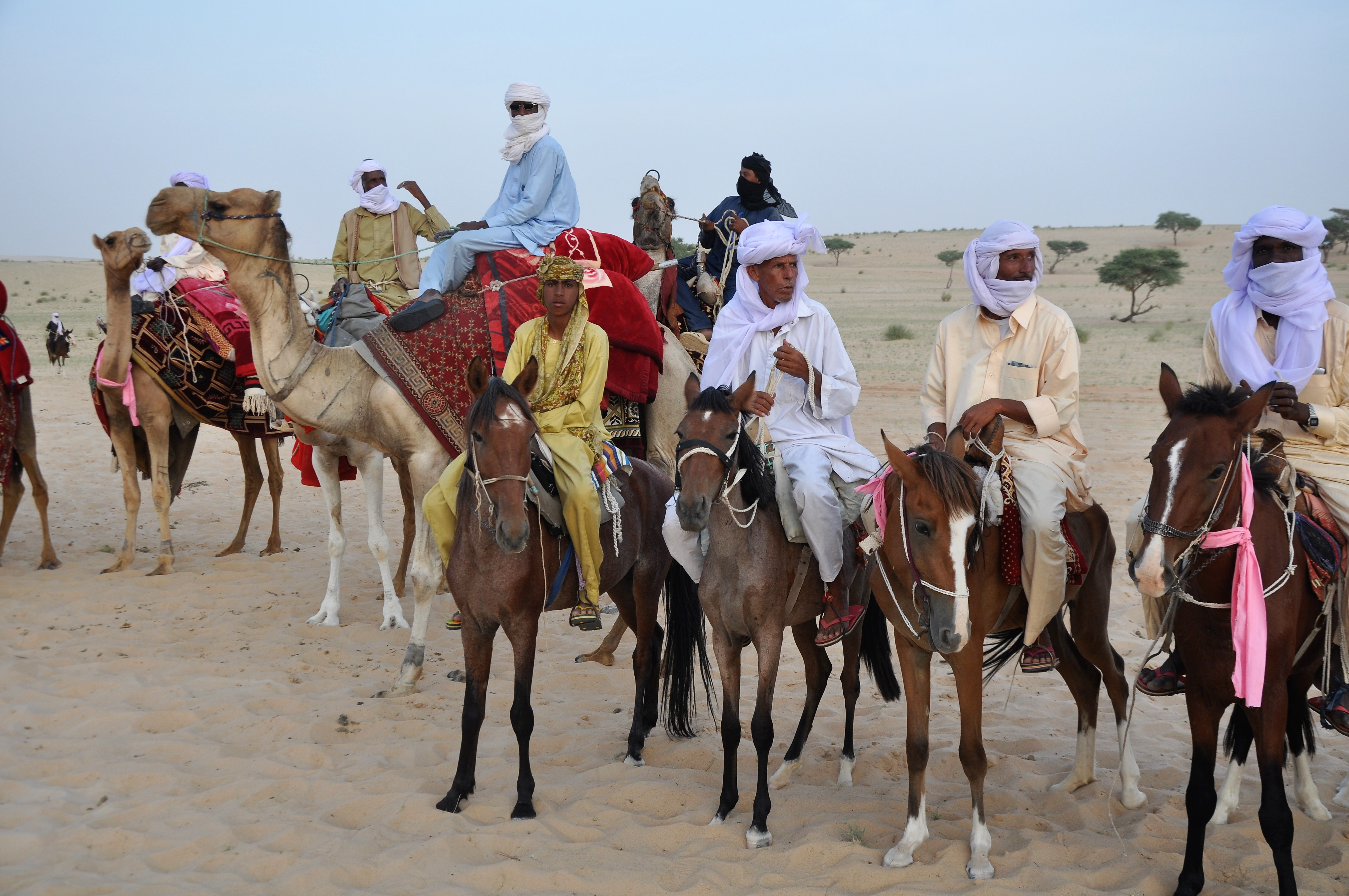
Chevaliers Toubou

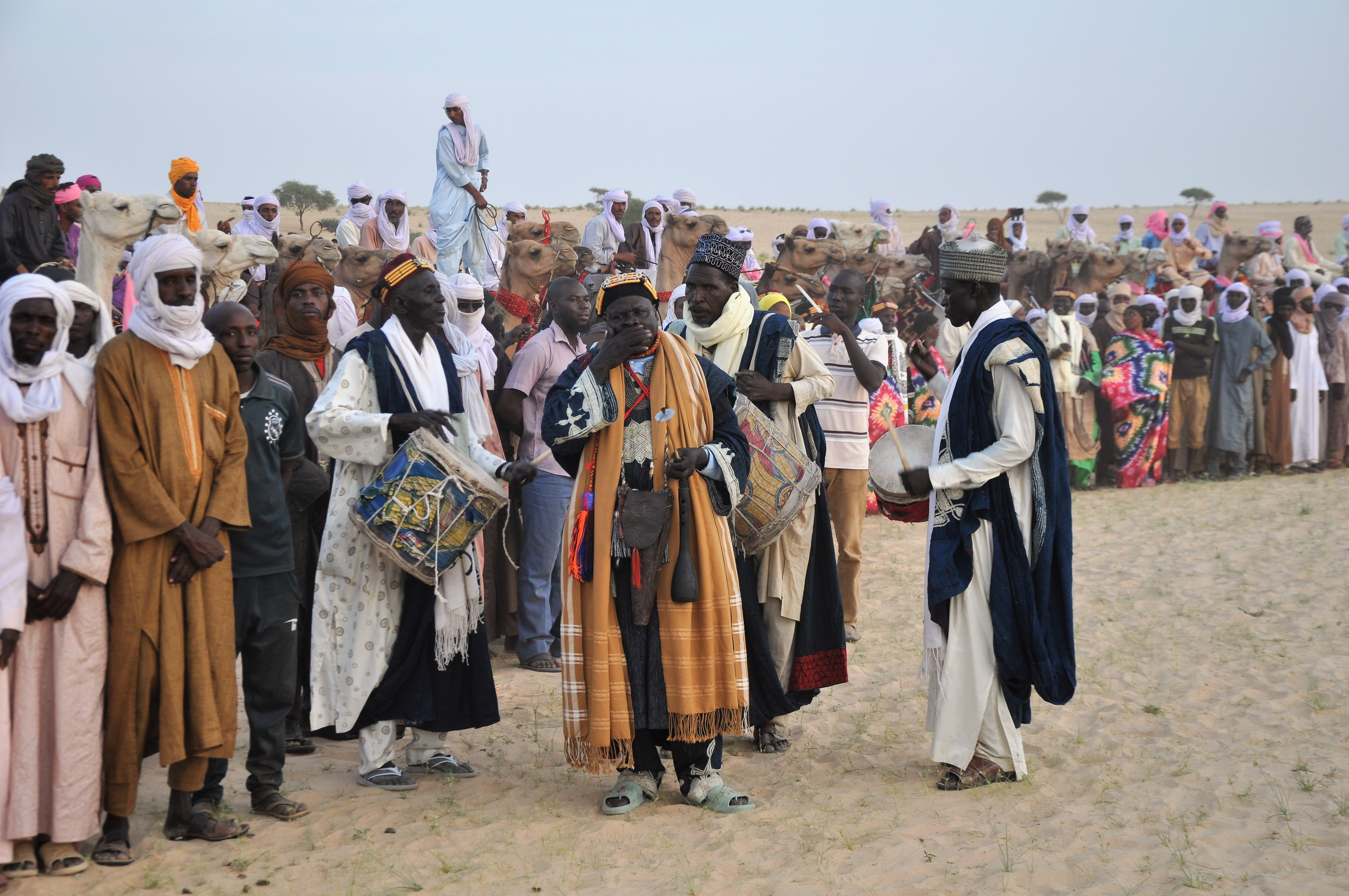
Musiciens Toubou

Les Toubous, ou Gouran, sont un peuple du Sahara central pratiquant le pastoralisme et le nomadisme. Leur territoire a son centre de gravité dans le nord du Tchad, où ils sont les plus nombreux, et s'étend au sud de la Libye et au nord-est du Niger. Ils parlent le toubou, une langue nilo-saharienne, proche du kanuri. Ils sont divisés principalement en deux grands groupes qui ont chacun sa zone d'implantation : les Teda (dans le Tibesti, le Fezzan libyen et le département de Bilma au Niger) et les Daza (dans le Bahr el Ghazal,Borkou ,Ennedi ,Batha ,Kanem , Lac Tchad, Hadjar lamis ,Chari-Baguirimi et dans le  département Ngigmi au Niger).

## Ethnonymie
Le terme « toubou » est un terme kanembou désignant les habitants du massif du Tibesti. Cette dénomination a été adoptée durant la colonisation française et est maintenant passée dans l'usage courant.
Selon les sources, on observe de multiples formes de ce mot : Tbou, Tebou, Tebu, tuua, tura, Tibboo, Tibbou, Tibbu, Tibou, Tibu, Toubbou, Toubous, Tubu.
Hérodote parlait il des ancêtres des actuel Toubou quand il nommait « troglodytes éthiopiens » et les situait là où ils vivent encore, au nombre de 200 000 : entre le nord du Tchad, le Fezzan libyen et le nord-est du Niger? Il précise que « de tous les peuples, ce sont les plus rapides à la course ».
Les Touaregs appellent pour leur part cet ensemble de populations du Tibesti et de ses environs les Ikaraden.

## Teda et Daza
Outre la zone d'implantation, les Toubous se distinguent par l'usage de deux dialectes très proches mais distincts, le tedaga (parlé par les Teda) et le dazaga (parlé par les Kamaya, les Ounians, Anakaza, les Mourdia, les Karre/Kréda (Naria/Nowarma Karda, Yorda, Yira) les Donza, les Gayda, les Daza, les Daza du Kanem (Kounouma, Medela, Dogorda, Ankorda, Noria, Warda, Salma, Kordia, Waraba ororah)...).
Outre la zone d'implantation, les Toubous se distinguent par l'usage de de plusieurs blasons qui distinguent les 36 clans Toubou.
Le leader des Toubou est appelé derdei et peut être comparé aux sultans de nombreux peuples ou à l'amenokal chez les Touaregs.

## Territoire
Les Toubous vivent dans le massif du Tibesti, ainsi que dans l'est de la république du Niger notamment dans les départements de N'Guigmi, N'Gourti, et Bilma. À Bilma, on les retrouve en petits groupes au Djado, Seguedine, Aney, Emitchouma, Achenouma, Argui, Dirkou, Chimindour, Beza, Agueur, Bilma, Zoo Baba et Fachi, où on les appelle souvent « Guezibida » du fait de leur sédentarisation ou de leur métissage avec les Kanuris. Ils sont également présents dans les oasis du sud de la Libye. Ils occupent donc une immense région de 130 000 km2.

## Économie et société
La population toubou est une communauté  dépendant de l’élevage dans de vastes espaces qui sont impropres à tout autre mode d’exploitation. Un petit nombre des Teda sont des éleveurs de dromadaires, et de petits bétails, mais cela ne suffit pas à leurs besoins.
Pour une minorité des Toubous, les troupeaux sont le seul moyen de subsistance, mais la grande majorité pratique tout de même une exploitation de la terre dans les oasis les mieux dotées en ressources hydriques telles que dans le sud du Tibesti
Les Toubous étaient répartis à l'origine en 36 clans, contre environ 50 clans actuellement. Un clan toubou est un ensemble d'hommes et de femmes libres et indépendants, dispersés dans l'espace, d'origines différentes mais unis par mariage. Les signes caractéristiques du clan sont le nom, le surnom, le blason ou une marque, et une légende qui en résume l'origine ou l'histoire.

## Langues
Ils parlent une langue nilo-saharienne, proche du Daza.

## Religion
Les Toubous pratiquent un islam traditionaliste, mêlé aux coutumes teda. Les Toubous sont en majorité des Sunnites.

## Histoire

### Au Tchad
Les Toubous se sont fortement opposés à la colonisation. Ce qui fait que, même après l'indépendance, l'administration militaire soit maintenue dans la région du Borkou-Ennedi-Tibesti (BET) jusqu'en 1965.
Vers la fin des années 1960, à la suite de la répression du régime dictatorial de François Tombalbaye au Tchad, les Toubous se sont révoltés et ont créé un mouvement politico-militaire affilié au Front de libération nationale du Tchad (FROLINAT), dénommé Conseil de Commandement des Forces armées du Nord (CCFAN), appelé également 2e armée du FROLINAT basée au Tibesti.
Ce mouvement a pris d'ampleur dans les années 1970 contrairement à la première armée du FROLINAT qui s'affaiblit. Ce mouvement est dirigé par Hissène Habré secondé par Goukouni Oueddei, fils du derdei. Au Tibesti, ils ont détenu plusieurs Européens dont Françoise Claustre et exécuté un militaire français, le capitaine Galopin, soupçonné d'être espion du gouvernement et ou de la France. Bien que les deux chefs rebelles l'un Toubou et l'autre Gourane, devenus rivaux, aient fini par créer deux mouvements, les Forces armées populaires (FAP) de Goukouni Oueddei et les Forces armées du Nord (FAN) de Hissène Habré, ces deux derniers unis sont arrivés à renverser le régime militaire de Félix Malloum à la fin des années 1970, avant de s'affronter à leur tour pour le pouvoir. Le Tchad sera dirigé de 1982 à 1990 par Hissène Habré.
Le Mouvement pour la démocratie et la justice au Tchad (MDJT) qui fut soutenu de 1998 à 2003 par la Libye a menacé N’Djamena. Mais il s'est affaibli après la mort de son fondateur, Youssouf Togoïmi.
En plus du Tibesti au Tchad, le Kawar et le Manga au Niger ont également connu des rébellions Toubou : le FDR de Issa Lamine au Niger, les Forces armées révolutionnaires du Sahara (FARS) de Barka Wardougou soutenues par la Libye. Ces dernières ont pris en otage en août 2006 deux touristes italiens qui faisaient partie d'un groupe de randonneurs entre Bilma et Agadem. Les FARS réclament la lumière sur la mort de leur chef Chahaye Barkaï, assassiné par l'armée nigérienne en septembre 2001 alors qu'il était partie prenante aux accords de paix de 1995, 1997 et 1998. Tous ces mouvements sont aujourd'hui inactifs même si le MDJT est en rapport avec l'ensemble des rébellions tchadiennes.
Depuis 1999, il existe une organisation indépendantiste toubou, le Conseil national toubou. Il milite pour un État toubou qui englobe le nord du Tchad (Tibesti), le sud de la Libye et le nord-est du Niger.

### En Libye

#### Sous Kadhafi
En décembre 2007, Kadhafi dépouille les Toubous libyens de leur citoyenneté, affirmant qu'ils sont en fait des Tchadiens. De plus, les autorités locales refusent aux Toubous l'accès à l'éducation et la santé. En réponse, un groupe armé appelé le Front toubou pour le salut de la Libye (FTSL) organise une révolte en novembre 2008 qui a duré cinq jours et a causé la mort de 33 personnes avant d'être écrasé par les forces de sécurité gouvernementales. Malgré la résistance et la condamnation publique, le régime de Kadhafi a poursuivi sa persécution de la minorité Toubous en Libye. À compter de novembre 2009, le gouvernement a lancé un programme d'expulsion forcée et la démolition d'habitations toubous. Plusieurs dizaines de personnes sont arrêtées.

#### Première guerre civile
Lors de la guerre civile libyenne de 2011, les Toubous se rangent logiquement aux côtés des forces du Conseil national de transition (CNT). Ce positionnement les distingue d'une autre grande communauté saharienne, leurs voisins les Touaregs.
Ainsi, Barka Wardougou, un chef militaire toubou, regagne la Libye et combat Kadhafi dans le Fezzan à la tête de deux groupes toubous, le « bataillon du bouclier du désert » et la brigade des Martyrs d'Oumm al-Aranib. Le 19 août, le « bataillon du bouclier du désert » s'empare de Mourzouq,,. Il prend ensuite le contrôle de la base aérienne de Waw an Namus et, le 25 août d'Al-Wigh à la tête des deux groupes toubous. Barka Wardougou dirige ensuite le conseil militaire de Mourzouq,.
En mars 2012, après la chute du régime, des affrontements sanglants éclatent entre Toubous et la tribu arabe des Oulad Souleymane dans la ville méridionale de Sebha. En réponse, Issa Abdel Majid Mansour, le chef de la tribu des Toubous en Libye, annonce la réactivation du FTSL. Barka Wardougou joue un rôle clé dans les négociations de paix entre les combattants toubous des deux communautés, tout comme plus tard dans l'année entre les milices combattant Toubous et Arabes Zuwayya à Koufra.

#### Deuxième guerre civile
Lors de la deuxième guerre civile libyenne, les Toubous sont divisés entre ceux qui soutiennent le Gouvernement d'entente nationale (GEN) de Tripoli et ceux qui soutiennent l'auto-proclamée Armée nationale libyenne (ANL) du maréchal Haftar.
La brigade Khalid ibn al-Walid ou brigade 104 de l'ANL, qui opère dans le secteur de Sebha, est ainsi composée de Toubous, pour la plupart madkhalistes (salafistes).

## Art
- Une partie de l'œuvre du peintre africaniste Gustave Hervigo (1896-1993), qui effectua quatre séjours au Tchad à compter de 1951, est consacrée à ses « hôtes Toubous »[15].

### Filmographie
- Nathalie Borgers, Vents de sable, femmes de roc, film Pays Toubou (Ténéré/Niger)